# Rosa-Luxemburg-Denkmal (Weimar)

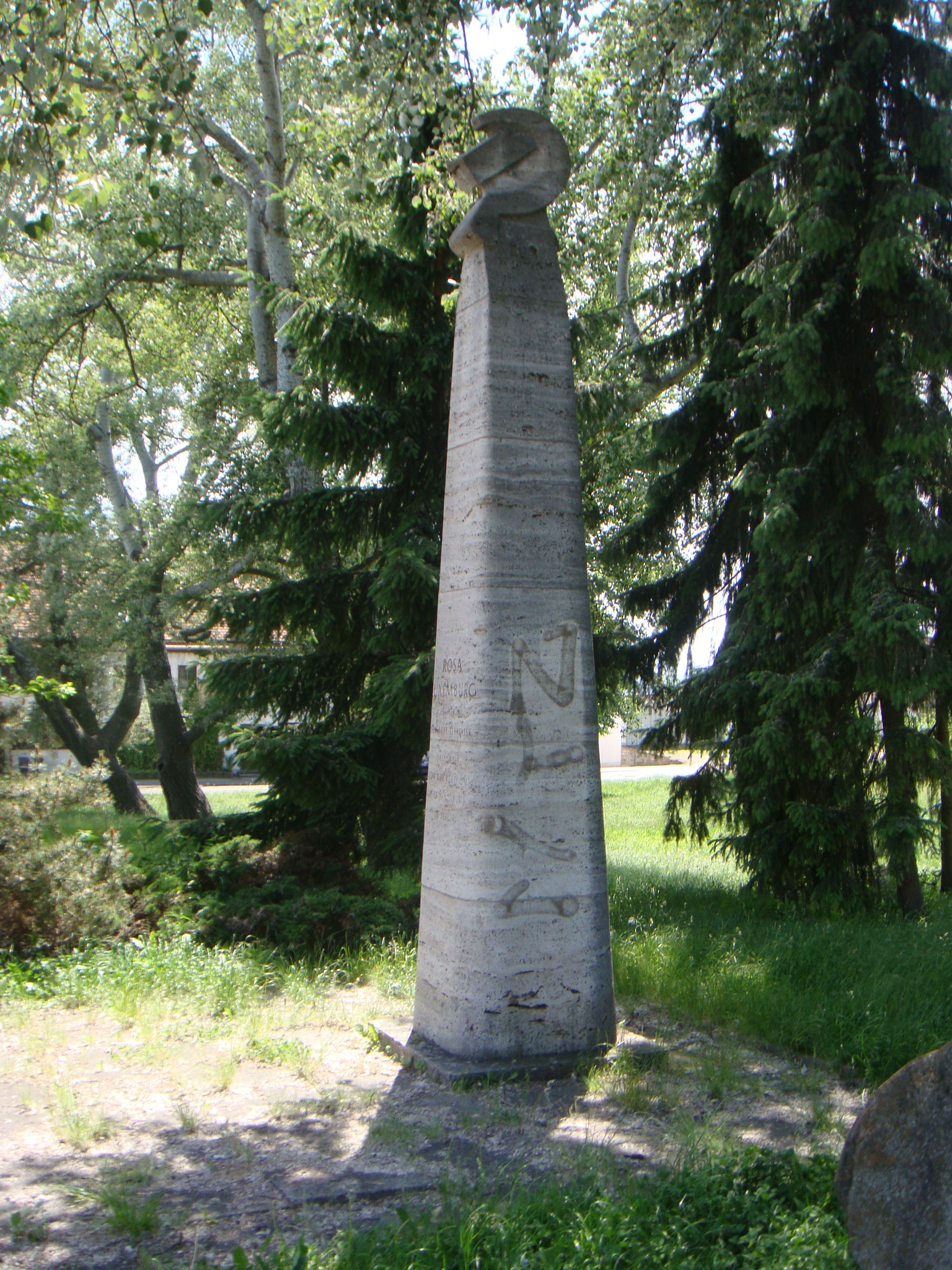
Rosa-Luxemburg-Denkmal von Siegfried Tschierschky und Franz Dospiel 1959

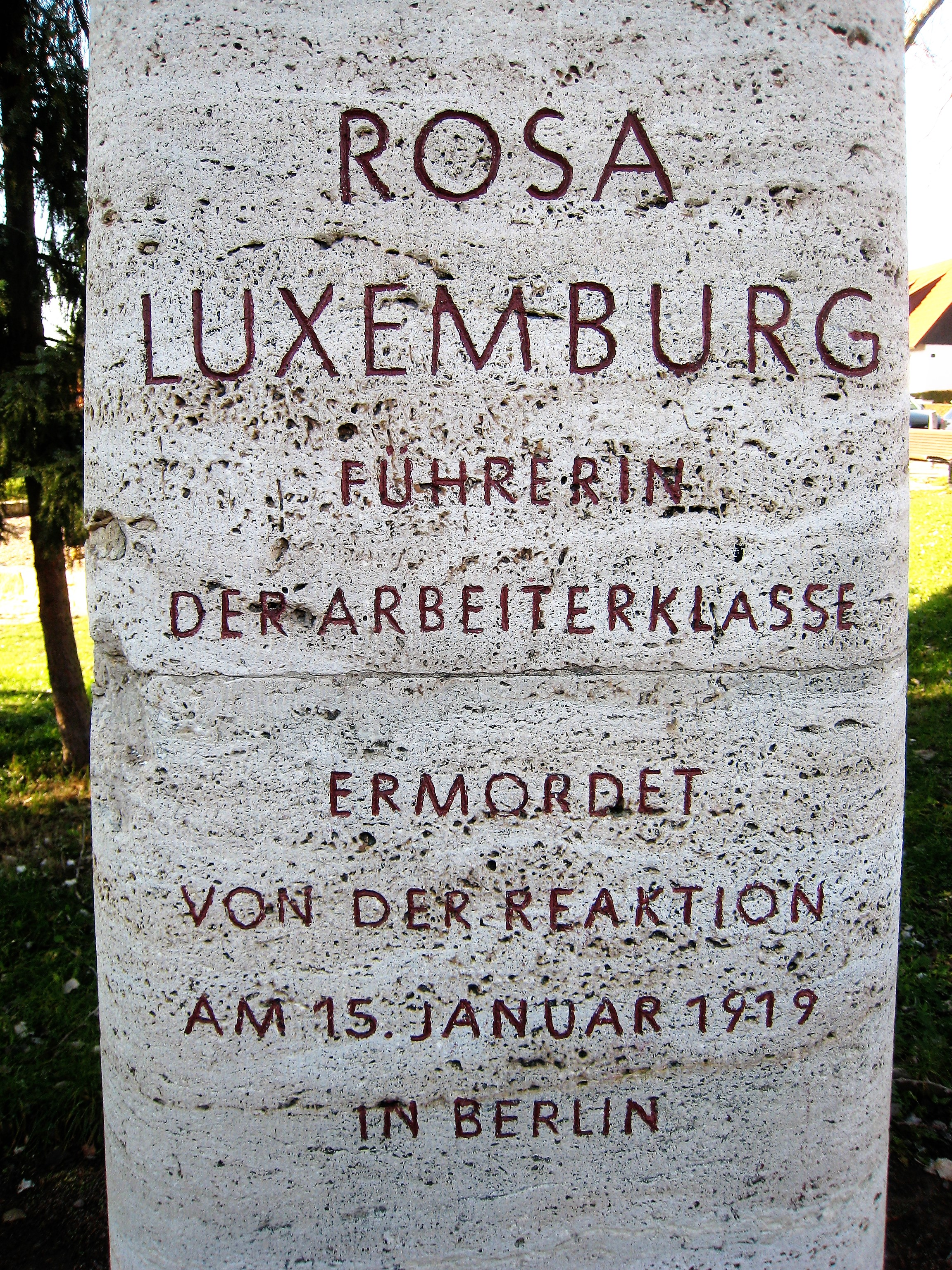
Inschrift am Denkmal

Das Rosa-Luxemburg-Denkmal steht in Schöndorf im Norden der Stadt Weimar in Thüringen. Das von Siegfried Tschierschky und Franz Dospiel errichtete Denkmal wurde am 30. April 1959 durch die Stadt Weimar errichtet.

## Beschreibung
Der Obelisk aus Ehringsdorfer Travertin ist mit Hammer und Sichel bekrönt. Seit 1898 war Rosa Luxemburg führende Sozialdemokratin neben Karl Liebknecht Führerin der Kommunistischen Partei Deutschlands. Das Weimarer Landgericht verurteilte sie am 6. Dezember 1906 zu zwei Monaten Gefängnis wegen „Aufreizung zur Gewalttätigkeit“ und wegen ihres Aufrufes zum politischen Massenstreik auf dem Jenaer Parteitag vom 21. September 1905, womit die linke Sozialdemokratie in Weimar erstmals in Erscheinung getreten war. Am 3. Januar 1912 sprach sie im Volkshaus gegen die Rüstungs- und Kolonialpolitik und für den Aufmarsch „proletarischer Parteien zur Reichstagswahl“. 40 Jahre nach der Ermordung von Rosa Luxemburg und Karl Liebknecht wurde das Denkmal errichtet und bildete stets den Ausgangspunkt politischer Manifestationen sowohl durch die DDR als auch nach deren Untergang durch die Linke. Eine Inschrift auf dem Findling neben dem Obelisken lautet: ICH TRÄUME DAVON DAß WIR IN FREIEN AUGENBLICKEN KUNST STUDIEREN. Die Installation erfolgte 1999 im Rahmen des Bauhaus-Projektes Nachschlag 1999.
Der mehrere Meter hohe Obelisk befindet sich auf dem seit 1945 nach Rosa Luxemburg benannten Platz nahe dem Konzentrationslager Buchenwald. Am Denkmal vorbei führt die Franz-Mehring-Straße.
Das Denkmal steht auf der Liste der Kulturdenkmale in Weimar, genauer auf der Liste der Kulturdenkmale in Schöndorf (Weimar).